# 高加索薹草
高加索薹草（学名：Carex caucasica）为莎草科薹草属的植物。分布于帕米尔、俄罗斯等地，生长于海拔1,500米至2,500米的地区，目前尚未由人工引种栽培。

## 异名
- Carex caucasica Stev. ssp. jisaburo-ohwiana (T. Koyama) T Koyama